# Osiedle Nowe Miasto (Rzeszów)
Osiedle Nowe Miasto – osiedle nr XIV miasta Rzeszowa, usytuowane w dzielnicy Nowe Miasto. Dnia 1 stycznia 2010 r. liczyło 15 384 mieszkańców, a według stanu na dzień 10 maja 2019 r. osiedle zamieszkiwało 13 590 osób. Według stanu na 31 października 2019 r. osiedle liczyło 13 391 mieszkańców, natomiast dnia 18 lutego 2021 r. osiedle liczyło 12 955 mieszkańców. Dnia 30 czerwca 2022 r. liczyło 12 557 mieszkańców, a według stanu na dzień 31 grudnia 2022 osiedle zamieszkiwało 12 492 osób. Dnia 31 grudnia 2024 r. liczyło 11 856 mieszkańców.
Usytuowane jest pomiędzy al. Powstańców Warszawy, al. Rejtana, ul. Mjr. Kopisto i wschodnim brzegiem rzeki Wisłok.
Na terenie osiedla przeważa wysoka zabudowa mieszkaniowa (bloki), jedynie w zachodniej części, przy ulicy Podwisłocze, znajdują się domy jednorodzinne w zabudowie szeregowej. 
Z racji sporej powierzchni oraz lokalizacji przy dużych ciągach komunikacyjnych (południowej obwodnicy Rzeszowa, al. Rejtana oraz Trasie Zamkowej) osiedle pełni nie tylko funkcję mieszkalną.
Sporym problemem jest niewielka powierzchnia terenów zielonych.
Mieszczą się tam obiekty i instytucje zwykle pojawiające się przy dużych skupiskach ludzkich, takie jak:
- Kościół Opatrzności Bożej;
- 3 przedszkola;
- 2 szkoły podstawowe (nr 11 i 23);
- zespół szkół ogólnokształcących nr 4 ;
- nowoczesny komisariat policji;
- przychodnia lekarska;
- obiekty rozrywkowe (kluby, biblioteka, kręgielnia, boiska sportowe).

Przy al. Rejtana znajduje się strefa handlowa z hipermarketami Castorama, E.Leclerc, Media Markt oraz centrami handlowymi Full Market, Capital Park, Respan, Rejtan, Nova, Rzeszów Plaza i Millenium Hall.
Położenie powoduje również, że osiedle jest skomunikowane z innymi częściami miasta wieloma liniami autobusowymi.